# Bogdanovit
Bogdanovit ist ein sehr selten vorkommendes Mineral aus der Mineralklasse der „Sulfide und Sulfosalze“ mit der chemischen Zusammensetzung (Cu,Fe)(Au,Te,Pb)3 bzw. (Au,Te,Pb)3(Cu,Fe) Die in den runden Klammern angegebenen Elemente Kupfer und Eisen sowie Gold, Tellur und Blei können sich in der Formel jeweils gegenseitig vertreten (Substitution, Diadochie), stehen jedoch immer im selben Mengenverhältnis zu den anderen Bestandteilen des Minerals. Entsprechend dieser Formel zählt das Mineral zu den mit den Sulfiden verwandten Telluriden.
Der 1990 publizierten, idealisierten chemischen Zusammensetzung Au3Cu und Struktur nach wäre Bogdanovit allerdings ähnlich wie die verwandten Minerale Auricuprid (Cu3Au), Cuproaurid (CuAu3) und Tetra-Auricuprid (CuAu) bei den Elementmineralen einzugruppieren.
Bogdanovit kristallisiert im kubischen Kristallsystem, konnte jedoch bisher nur in Form von millimetergroßen, körnigen Mineral-Aggregaten gefunden werden. Das Mineral ist in jeder Form undurchsichtig (opak) und zeigt auf den Oberflächen einen halbmetallähnlichen Glanz. Frische Proben sind von rosabrauner bis bronzebrauner Farbe. An der Luft läuft das Mineral allerdings sehr schnell blauschwarz an. Auf polierten Flächen zeigen sich dagegen ungewöhnliche Farbeffekte von Himbeerviolett oder Grauviolett bis Gold und Gelb.

## Etymologie und Geschichte
Erstmals entdeckt wurde Bogdanovit in der Gold-Silber-Tellurit-Lagerstätte Aginsk im Bergbaubezirk Zentralkamtschatka auf der gleichnamigen Halbinsel im Föderationskreis Ferner Osten der Russischen Föderation. Die Erstbeschreibung erfolgte 1979 durch E. M. Spiridonow (russisch Э. М. Спиридонов) und T. N. Tschwilewa (russisch Т. Н. Чвилева), die das Mineral nach dem russischen Geologen Alexei Alexejewitsch Bogdanow (englisch Aleksei Alekseevich Bogdanov; russisch Алексей Алексеевич Богданов) (1907–1971) benannten.
Typmaterial, das heißt Mineralproben aus dessen Typlokalität, wird im Bergbau-Museum der Staatlichen Bergbau-Universität Sankt Petersburg in Sankt Petersburg unter der Katalog-Nr. 115/1 sowie im Mineralogischen Museum der Russischen Akademie der Wissenschaften in Moskau unter der Katalog-Nr. 79408 aufbewahrt.

## Klassifikation
Da der Bogdanovit erst 1978 als eigenständiges Mineral anerkannt wurde, ist er in der zuletzt 1977 herausgegebenen 8. Auflage der Mineralsystematik nach Strunz noch nicht verzeichnet.
In der zuletzt 2018 überarbeiteten Lapis-Systematik nach Stefan Weiß, die formal auf der alten Systematik von Karl Hugo Strunz in der 8. Auflage basiert, erhielt das Mineral die System- und Mineralnummer I/A.01-065. Dies entspricht der Klasse der „Elemente“ und dort der Abteilung „Metalle und intermetallische Verbindungen“, wo Bogdanovit zusammen mit Anyuiit, Auricuprid, Gold, Hunchunit, Kupfer, Novodneprit, Silber, Tetra-Auricuprid und Yuanjiangit sowie dem bisher als fragliches Mineral geltenden Cuproaurid die unbenannte Gruppe I/A.01 bildet.
Die von der International Mineralogical Association (IMA) zuletzt 2009 aktualisierte 9. Auflage der Strunz’schen Mineralsystematik ordnet den Bogdanovit dagegen in die Klasse der „Sulfide und Sulfosalze (einschließlich Selenide, Telluride, Arsenide, Antimonide, Bismutide, Sulfarsenide, Sulfantimonide, Sulfbismutide)“ und dort in die Abteilung der „Metallsulfide, M : S > 1 : 1 (hauptsächlich 2 : 1)“ ein. Diese ist weiter unterteilt nach den in der Verbindung vorherrschenden Metallen, so dass das Mineral entsprechend seiner Zusammensetzung in der Unterabteilung „mit Kupfer (Cu), Silber (Ag), Gold (Au)“ zu finden ist, wo es als einziges Mitglied die unbenannte Gruppe 2.BA.50 bildet.
Die von der Mineraldatenbank „Mindat.org“ weitergeführte Strunz-Klassifikation ordnet den Bogdanovit zwar ebenfalls in die Unterabteilung „mit Cu, Ag, Au“ ein. Hier ist das Mineral jedoch zusammen mit Bezsmertnovit und Bilibinskit in der neu definierten, unbenannten Gruppe mit der Systemnummer 2.BA.80 zu finden.
Auch die vorwiegend im englischen Sprachraum gebräuchliche Systematik der Minerale nach Dana ordnet den Bogdanovit in die Klasse der „Sulfide und Sulfosalze“ und dort in die Abteilung der „Sulfidminerale“ ein. Hier ist er als einziges Mitglied in einer unbenannten Gruppe mit der Systemnummer 02.02.03 innerhalb der Unterabteilung „Sulfide – einschließlich Selenide und Telluride – mit der Zusammensetzung AmBnXp, mit (m+n) : p = 3 : 1“ zu finden.

## Chemismus
Die Analyse von 11 Mikroproben – davon 4 eisenreiche, 3 kupferreiche und 4 intermediäre – ergab eine empirische Zusammensetzung von 57,6–63,6 % Gold (Au), 1,67–3,39 % Silber (Ag), 3,32–15,1 % Kupfer (Cu), 10,28–0,09 % Eisen (Fe), 10,7–14,4 % Blei (Pb), 9,60–10,3 % Tellur (Te) und 0–0,28 % Selen (Se).

## Kristallstruktur
Bogdanovit mit der idealisierten Formel Au3Cu kristallisiert isostrukturell mit Isoferroplatin (FePt3) in der Raumgruppe Pm3m (Raumgruppen-Nr. 221) mit dem Gitterparameter a = 4,0876 Å sowie einer Formeleinheit pro Elementarzelle.

## Bildung und Fundorte
Bogdanovit bildet sich in der Oxidationszone von Goldtellurit- und Kupfer-Lagerstätten, wo er mit gediegen Gold und den Mineralen Bilibinskit, Bezsmertnovit und Balyakinit sowie verschiedenen Eisen-, Kupfer- und Blei-Telluriden vergesellschaftet vorkommt.
Bogdanovit gehört zu den sehr seltenen Mineralbildungen und konnte nur in wenigen Proben nachgewiesen werden. Weltweit sind bisher rund zehn Vorkommen dokumentiert (Stand 2023). Neben seiner Typlokalität Aginsk auf der Halbinsel Kamtschatka im Fernen Osten fand sich das Mineral in Russland nur noch in der Gold-Lagerstätte Pionerskoje in der autonomen Republik Burjatien und in der Kupfer-Lagerstätte Pravo-Ingamakitsk bei Udokan (Rajon Kalarski) in der Region Transbaikalien.
In Kanada wurde Bogdanovit in der Lagerstätte Marathon nahe der gleichnamigen Ortschaft in der Provinz Ontario gefunden, die auch bekannt für ihre Platingruppen-Minerale wurde.
Die reiche Gold-Lagerstätte Manka im Altai-Gebirge in Kasachstan lieferte neben Bogdanovit und verschiedenen Goldtelluriden im Produktionszeitraum von 1929 bis 1955 rund 6 t Gold. Daneben trat Bogdanovit in Kasachstan unter anderem noch bei Dalnii Vostok im Gebiet Aqmola und im südlichen Teil der Lagerstätte Dzhelambet auf.
Im vorwiegend aus stark oxidiertem Kupfer bestehenden Erzkörper des Untertagebaus Campbell bei Bisbee im US-Bundesstaat Arizona findet sich Bogdanovit unter anderem zusammen mit den Typmineralen Henryit und Kiddcreekit sowie verschiedenen Kupfer-, Blei- und Zink-Mineralen.
Weitere bekannte, aber noch nicht bestätigte bzw. näher benannte Fundorte liegen bei Salmchâteau in der belgischen Gemeinde Vielsalm und im mexikanischen Bundesstaat Sonora.